# Песко-Радьковский сельский совет
Песко-Радько́вский се́льский сове́т — входит в состав Боровского района Харьковской области Украины.
Административный центр сельского совета находился до 2020 года в селе Пески-Радьковские.

## История
- После освобождения Боровского района Красной армией от нацистской оккупации данный сельский Совет депутатов трудящихся возобновил свою деятельность в феврале-марте 1943 года.
- До 17 июля 2020 совет относился к Боровскому району, с этой даты - к Изюмскому району Харьковской области.
- После 17 июля 2020 года в рамках административно-территориальной «реформы» по новому делению Харьковской области[2][3] данный сельский совет, как и весь Боровской район Харьковской области, был упразднён; входящие в него населённые пункты и его территории присоединены к … территориальной общине Изюмского района(?)

## Населённые пункты совета
- село Пески́ Радько́вские[4][5][6]
- село Мале́евка

## Ликвидированные населённые пункты
- село Помилу́йковка